# Kathrin Paetzold
Kathrin Volz (* 22. August 1982 in Böblingen als  Kathrin Paetzold) ist eine ehemalige deutsche Triathletin, Duathletin und mehrfache Deutsche Duathlon-Meisterin (2004, 2005 und 2006).

## Werdegang
Kathrin Paetzold spielte als Jugendliche Fußball und sie war von 1989 bis 2001 in der Junioren-Nationalmannschaft aufgestellt.
Sie studierte Lehramt für Mathematik und Sport und betreibt seit 2003 Triathlon. 2003 wurde sie im Wintertriathlon Deutsche Meisterin U23. Im Juli 2005 startete Paetzold erstmals bei der Challenge Roth auf der Triathlon-Langdistanz und belegte den ersten Rang in der Klasse W20.
Sie wurde trainiert von Ralf Ebel. 2005 wurde Paetzold in Backnang Deutsche Meisterin im Duathlon, sie konnte diesen Erfolg 2006 verteidigen und seit 2007 war sie als Profi-Athletin aktiv. 
2008 wurde sie im Ironman Switzerland Zweite hinter Sibylle Matter.
Seit 2010 tritt sie nicht mehr international in Erscheinung.
Kathrin Volz lebt in Stuttgart-Vaihingen.

## Sportliche Erfolge
| Datum/Jahr   | Rang | Wettbewerb                              | Austragungsort | Zeit     | Bemerkung                                             |
| ------------ | ---- | --------------------------------------- | -------------- | -------- | ----------------------------------------------------- |
| 8. Okt. 2006 | 12   | ETU European Duathlon Championships     | Rimini         | 02:09:44 |                                                       |
| 2006         | 1    | DTU Deutsche Duathlon-Meisterschaft     | Backnang       | 02:08:46 | Deutsche Duathlon-Meisterin                           |
| 2005         | 4    | ETU European U23 Duathlon Championships |                |          | Duathlon U23-Europameisterschaft auf der Kurzdistanz  |
| 2005         | 1    | DTU Deutsche Duathlon-Meisterschaft     | Backnang       |          | Deutsche Duathlon-Meisterin                           |
| 2004         | 1    | DTU Deutsche Duathlon-Meisterschaft U23 | Oberursel      |          | Siegerin U23 bei der Deutschen Duathlon-Meisterschaft |

| Datum/Jahr    | Rang | Wettbewerb                    | Austragungsort   | Zeit     | Bemerkung |
| ------------- | ---- | ----------------------------- | ---------------- | -------- | --- |
| 4. Juli 2010  | 9    | Ironman Austria               | Klagenfurt       | 10:05:28 | |
| 10. Okt. 2009 | 29   | Ironman Hawaii                | Hawaii           | 10:10:54 | |
| Juli 2009     | 2    | Hansgrohe Triathlon Offenburg | Offenburg        | 05:03:33 | auf der Mitteldistanz (1,9 km Schwimmen, 90 km Radfahren und 21,1 km Laufen) hinter der Niederländerin Heleen bij de Vaate |
| 23. Mai 2009  | 4    | Ironman Lanzarote             | Playa del Carmen | 10:18:59 | [ 4 ] |
| 31. Aug. 2008 | 1    | Viernheimer V-Card Triathlon  | Viernheim        | 02:45:33 | Siegerin vor Daniela Sämmler und Heidi Jesberger                                                                           |
| 2008          | 2    | Ironman Switzerland           | Zürich           |          | Zweite hinter der Schweizerin Sibylle Matter                                                                               |
| 13. Okt. 2007 | 13   | Ironman Hawaii                | Hawaii           | 09:50:38 | Kathrin Paetzold erreichte als beste Deutsche den 13. Rang bei der Weltmeisterschaft.                                      |
| 5. Aug. 2007  | 2    | HeidelbergMan                 | Heidelberg       |          | Zweite hinter Katja Schumacher                                                                                             |
| 24. Juni 2007 | 2    | Ironman France                | Nizza            |          | |
| 3. Juli 2005  | 12   | Challenge Roth                | Roth             |          | 1. Rang in der Klasse W20                                                                                                  |

| Datum/Jahr | Rang | Wettbewerb                                     | Austragungsort | Zeit | Bemerkung              |
| ---------- | ---- | ---------------------------------------------- | -------------- | ---- | ---------------------- |
| 2003       | 1    | DTU Deutsche Meisterschaft Wintertriathlon U23 | Deutschland    |      | Deutsche Meisterin U23 |

| Datum/Jahr    | Rang | Wettbewerb                | Austragungsort | Zeit  | Bemerkung |
| ------------- | ---- | ------------------------- | -------------- | ----- | --------- |
| 31. Dez. 2009 | 1    | Griesheimer Silvesterlauf | Griesheim      | 36:19 | 10 km     |